# Etomidat
Etomidatul este un anestezic general derivat de imidazol utilizat pentru inducerea anesteziei generale și pentru sedare. Se administrează intravenos, fiind disponibil sub formă de emulsie sau în soluție apoasă împreună cu 35% propilenglicol. Nu induce analgezie.

## Utilizări medicale
Etomidatul este utilizat în anestezie generală, în faza de inducție, în asociere cu un analgezic corespunzător. Anestezia poate fi menținută ulterior cu un alt anestezic.

## Reacții adverse
Etomidatul poate produce apnee, hipoventilație, hipotensiune, amețeală.

## Farmacologie
(R)-etomidatul prezintă o activitate net superioară față de enantiomerul (S)-etomidat. La concentrații mici, (R)-etomidat este un modulator alosteric al receptorilor GABAA pentru acidul gama-aminobutiric, cu afinitate pentru subunitățile β2 și β3.
Compusul este metabolizat la nivel hepatic și plasmatic (sub acțiunea esterazelor), cu formarea de metaboliți inactivi, unii prezentând toxicitate.